# W Series 2022
W Series 2022 - 3. sezon w historii tej serii. Zmagania rozpoczęły się 7 maja na torze Miami International Autodrome, a zakończyły się 2 października na torze Marina Bay Street Circuit. Mistrzynią została Jamie Chadwick.

## Lista startowa
Wszystkie zawodniczki korzystają z samochodu Tatuus–Alfa Romeo F3 T-318
| Drużyna                                  | Nr | Kierowcy          | Rundy |
| ---------------------------------------- | -- | ----------------- | ----- |
| cortDAO                                  | 5  | Fabienne Wohlwend | 1-6   |
| cortDAO                                  | 19 | Marta Garcia      | 1-6   |
| Jenner Racing                            | 8  | Chloe Chambers    | 1-6   |
| Jenner Racing                            | 55 | Jamie Chadwick    | 1-6   |
| Quantfury W Series Team                  | 22 | Belen Garcia      | 1-6   |
| Quantfury W Series Team                  | 32 | Nerea Marti       | 1-6   |
| Click2Drive Bristol Street Motors Racing | 21 | Jessica Hawkins   | 1-6   |
| Click2Drive Bristol Street Motors Racing | 27 | Alice Powell      | 1-6   |
| Puma W Series Team                       | 7  | Emma Kimilainen   | 1-6   |
| Puma W Series Team                       | 17 | Åyla Agren        | 6     |
| Puma W Series Team                       | 63 | Tereza Babickova  | 1-5   |
| Racing X                                 | 49 | Abbi Pulling      | 1-6   |
| Racing X                                 | 97 | Bruna Tomaselli   | 1-6   |
| Sirin Racing                             | 4  | Emely de Heus     | 1-6   |
| Sirin Racing                             | 95 | Beitske Visser    | 1-6   |
| Scuderia W                               | 26 | Sarah Moore       | 1-6   |
| Scuderia W                               | 44 | Abbie Eaton       | 1-6   |
| Academy                                  | 9  | Bianca Bustamante | 1-6   |
| Academy                                  | 10 | Juju Noda         | 1-6   |

### Kierowcy rezerwowi
| Nr | Kierowcy   |
| -- | ---------- |
| 17 | Åyla Agren |

## Kalendarz wyścigów
| Runda          | Tor                            | Data            | Impreza towarzysząca            |
| -------------- | ------------------------------ | --------------- | ------------------------------- |
| 1              | Miami International Autodrome  | 7 maja          | Grand Prix Miami                |
| 1              | Miami International Autodrome  | 8 maja          | Grand Prix Miami                |
| 2              | Circuit de Barcelona-Catalunya | 21 maja         | Grand Prix Hiszpanii            |
| 3              | Silverstone Circuit            | 2 lipca         | Grand Prix Wielkiej Brytanii    |
| 4              | Circuit Paul Ricard            | 23 lipca        | Grand Prix Francji              |
| 5              | Hungaroring                    | 30 lipca        | Grand Prix Węgier               |
| 6              | Marina Bay Street Circuit      | 2 października  | Grand Prix Singapuru            |
| Rundy odwołane |                                |                 |                                 |
| 7              | Circuit of the Americas        | 22 października | Grand Prix Stanów Zjednoczonych |
| 8              | Autódromo Hermanos Rodríguez   | 29 października | Grand Prix Meksyku              |
| 8              | Autódromo Hermanos Rodríguez   | 30 października | Grand Prix Meksyku              |

27 Lipca ogłoszono, że wyścig w Japonii na torze Suzuka została zastąpiona przez tor Marina Bay w Singapurze ze względu na sytuację na świecie i inne nieprzewidziane zdarzenia.
10 października ogłoszono, że wyścigi w Stanach Zjednoczonych oraz w Meksyku zostały odwołane ze względu na problemy finansowe.

## Wyniki
| Runda          | Tor                            | Data            | Pole position  | Najszybsze okrążenie | Zwycięzca (kierowca) | Zwycięzca (zespół)                       |
| -------------- | ------------------------------ | --------------- | -------------- | -------------------- | -------------------- | ---------------------------------------- |
| 1              | Miami International Autodrome  | 7 maja          | Nerea Marti    | Emma Kimilainen      | Jamie Chadwick       | Jenner Racing                            |
| 1              | Miami International Autodrome  | 8 maja          | Jamie Chadwick | Abbi Pulling         | Jamie Chadwick       | Jenner Racing                            |
| 2              | Circuit de Barcelona-Catalunya | 21 maja         | Jamie Chadwick | Jamie Chadwick       | Jamie Chadwick       | Jenner Racing                            |
| 3              | Silverstone Circuit            | 2 lipca         | Jamie Chadwick | Abbi Pulling         | Jamie Chadwick       | Jenner Racing                            |
| 4              | Circuit Paul Ricard            | 23 lipca        | Beistke Visser | Jamie Chadwick       | Jamie Chadwick       | Jenner Racing                            |
| 5              | Hungaroring                    | 30 lipca        | Alice Powell   | Jamie Chadwick       | Alice Powell         | Click2Drive Bristol Street Motors Racing |
| 6              | Marina Bay Street Circuit      | 2 października  | Marta Garcia   | Alice Powell         | Beistke Visser       | Sirin Racing                             |
| Rundy odwołane |                                |                 |                |                      |                      |                                          |
| 7              | Circuit of the Americas        | 22 października | −              | −                    | −                    | −                                        |
| 8              | Autódromo Hermanos Rodríguez   | 29 października | −              | −                    | −                    | −                                        |
| 8              | Autódromo Hermanos Rodríguez   | 30 października | −              | −                    | −                    | −                                        |

## Klasyfikacja
| Legenda oznaczeń w tabelach wyników Wyświetl szablon na nowej stronie | Legenda oznaczeń w tabelach wyników Wyświetl szablon na nowej stronie                                                                     |
| Oznaczenie                                                            | Wyjaśnienie |
| --------------------------------------------------------------------- | --- |
| Złoty                                                                 | Zwycięzca lub mistrzostwo |
| Srebrny                                                               | 2. miejsce lub wicemistrzostwo |
| Brązowy                                                               | 3. miejsce lub II wicemistrzostwo |
| Zielony                                                               | Ukończył, punktował (w klasyfikacji generalnej, gdy zdobył co najmniej jeden punkt na przestrzeni sezonu, poza trzema powyższymi opcjami) |
| Niebieski                                                             | Ukończył, nie punktował (w klasyfikacji generalnej, gdy nie zdobył co najmniej jednego punktu na przestrzeni sezonu)                      |
| Czerwony                                                              | Nie zakwalifikował się (NZ) |
| Czerwony                                                              | Nie prekwalifikował się (NPK) |
| Różowy                                                                | Nie ukończył (NU) |
| Różowy                                                                | Niesklasyfikowany (NS) (w klasyfikacji generalnej, gdy nie został sklasyfikowany w żadnym wyścigu sezonu)                                 |
| Czarny                                                                | Zdyskwalifikowany (DK) |
| Czarny                                                                | Wykluczony (WYK/EX) |
| Biały                                                                 | Nie wystartował (NW) |
| Biały                                                                 | Kontuzjowany (K/INJ) |
| Biały                                                                 | Wyścig odwołany (OD/C) |
| Bez koloru                                                            | Został wycofany (WYC/WD) |
| Bez koloru                                                            | Nie przybył (NP/DNA) |
| Bez koloru                                                            | Nie brał udziału w treningach (NT/DNP) |
| Bez koloru                                                            | Nie został zgłoszony (–) |
| Pogrubienie                                                           | Start z pole position |
| Kursywa                                                               | Najszybsze okrążenie wyścigu |
| †                                                                     | Nie ukończył, ale jego rezultat został zaliczony ze względu na przejechanie więcej niż 90% dystansu wyścigu.                              |
| *                                                                     | Sezon w trakcie |
| 1/2/3                                                                 | Punktowana pozycja w sprincie kwalifikacyjnym                                                                                             |
| Lista systemów punktacji Formuły 1                                    | |

| Poz. | Kierowca          | Stany Zjednoczone | Stany Zjednoczone | Hiszpania | Wielka Brytania | Francja | Węgry | Singapur | Stany Zjednoczone | Meksyk | Meksyk | Punkty |
| ---- | ----------------- | ----------------- | ----------------- | --------- | --------------- | ------- | ----- | -------- | ----------------- | ------ | ------ | ------ |
| 1    | Jamie Chadwick    | 1                 | 1                 | 1         | 1               | 1       | 2     | NU       | OD                | OD     | OD     | 143    |
| 2    | Beitske Visser    | 3                 | 7                 | 5         | 5               | 4       | 3     | 1        | OD                | OD     | OD     | 93     |
| 3    | Alice Powell      | NU                | 2                 | 3         | 14              | 5       | 1     | 2        | OD                | OD     | OD     | 86     |
| 4    | Abbi Pulling      | 4                 | 6                 | 2         | 3               | 9       | 5     | 6        | OD                | OD     | OD     | 73     |
| 5    | Belén Garcia      | 7                 | 4                 | 7         | 8               | 2       | 13    | 4        | OD                | OD     | OD     | 58     |
| 6    | Marta García      | 11                | 9                 | 6         | 18              | 6       | 4     | 3        | OD                | OD     | OD     | 45     |
| 7    | Nerea Martí       | 6                 | 3                 | 8         | 9               | 3       | 12    | 12       | OD                | OD     | OD     | 44     |
| 8    | Emma Kimilainen   | 15                | 5                 | 4         | 2               | 12      | NU    | 9        | OD                | OD     | OD     | 42     |
| 9    | Jessica Hawkins   | 2                 | NU                | 11        | 6               | 10      | 14    | 5        | OD                | OD     | OD     | 37     |
| 10   | Fabienne Wohlwend | NU                | 11                | 9         | 4               | 7       | 6     | 8        | OD                | OD     | OD     | 32     |
| 11   | Sarah Moore       | 8                 | 8                 | 10        | 10              | 8       | 7     | 7        | OD                | OD     | OD     | 26     |
| 12   | Bruna Tomaselli   | 5                 | 17                | 12        | 11              | 11      | 10    | 14       | OD                | OD     | OD     | 11     |
| 13   | Abbie Eaton       | NU                | 13                | 16        | 7               | NU      | 8     | 10       | OD                | OD     | OD     | 11     |
| 14   | Juju Noda         | 12                | 15                | 13        | 16              | 13      | 9     | NU       | OD                | OD     | OD     | 2      |
| 15   | Bianca Bustamante | 9                 | 14                | 15        | 17              | 15      | NU    | 15       | OD                | OD     | OD     | 2      |
| 16   | Chloe Chambers    | 14                | 10                | 18        | 13              | NU      | 11    | 11       | OD                | OD     | OD     | 1      |
| 17   | Emely de Heus     | 10                | 12                | 14        | 15              | 16      | 16    | 13       | OD                | OD     | OD     | 1      |
| 18   | Tereza Babickova  | 13                | 16                | 17        | 12              | 14      | 15    | –        | OD                | OD     | OD     | 0      |
| 19   | Åyla Agren        | –                 | –                 | –         | –               | –       | –     | 16       | OD                | OD     | OD     | 0      |
| Poz. | Kierowca          | Stany Zjednoczone | Stany Zjednoczone | Hiszpania | Wielka Brytania | Francja | Węgry | Singapur | Stany Zjednoczone | Meksyk | Meksyk |        |